# Come On
«Come On» —en español: «Vamos»— es una canción del músico estadounidense Chuck Berry que fue publicada en 1961. Si bien no logró entrar en el Top 100 de los Estados Unidos, su lado B «Go Go Go» alcanzó el puesto # 38 en las listas del Reino Unido. Ha sido versionada por un gran número de bandas desde su lanzamiento. La banda de rock inglesa The Rolling Stones la interpretó para hacerla su sencillo debut.

## Personal
Acreditados en las notas del álbum de recopilación Berry The Great Twenty-Eight:
- Chuck Berry: voz, guitarra eléctrica
- Johnnie Johnson: piano
- Ebby Harding: batería
- L.C. Davis: saxofón tenor
- Martha Berry: coros

## Versión de The Rolling Stones
«Come On» fue elegido por los Stones para hacer su sencillo debut. Lanzado en la primavera de 1963, alcanzó el puesto # 21 en las listas del Reino Unido. El lado B presentaba una versión de Willie Dixon «I Want to Be Loved». Ambas canciones fueron grabadas en mayo de 1963. 
La canción ha sido incluida en varios discos recopilatorios: More Hot Rocks (Big Hits & Fazed Cookies) (1972), Singles Collection: The London Years (1989), Rolled Gold+: The Very Best of the Rolling Stones (2007) y GRRR! (2012).

## En directo
La canción se tocó en directo por el grupo entre 1963 y 1965, después desaparecería del repertorio.
Durante el concierto del 6 de junio de 2013 en Toronto, Canadá, en el marco del 50 & Counting Tour, Mick Jagger empezó a jugar con el público (junto con Charlie Watts marcando el ritmo) y mencionó que «Come On» fue lanzada como sencillo exactamente hace 50 años ese día, aunque la canción no se cantó en el concierto.

### Personal
Acreditados:
- Mick Jagger: voz
- Keith Richards: guitarra eléctrica
- Brian Jones: armónica, coros
- Bill Wyman: bajos
- Charlie Watts: batería

## Versiones de otros artistas
- The Chocolate Watchband grabó una versión de la canción en 1967.
- La banda serbia de new wave Idoli registró la canción en serbio titulada «Hajde», incluida en su ep VIS Idoli de 1981.
- Wishbone Ash incluyó una versión de la canción en la versión remasterizada de su álbum Just Testing de 1998.
- La banda neerlandesa de rock The New Adventures versionó la canción en 1979.
- Joe Jackson incluyó una versión de la canción en el relanzamiento de su álbum I'm the Man.